# Dvorec Krasinec
Dvorec Krasinec (nemško Crassnitz) je stal v naselju Krasinec  v občini Metlika.

## Zgodovina
Po Valvasorjevem pričevanju je bil dvorec Krasinec zgrajen leta 1686. Dvorec je bil zgrajen na mestu predhodne pristave, katero so že dvakrat požgali Vlahi. Na pristavi je bil velik grajski golobnjak. Zaradi izpostavljenosti uskoških roparskih napadov je bil dvorec zapuščen in uničen.